# Бегильдеевы
Бегильдеевы — старинный княжеский татарский дворянский род, восходящий к XVII веку.
Согласно летописным свидетельствам, род этой фамилии происходит от мурзы Бибая Богдановича Бегильдеева, сын которого, мурза Амханай, принявший христианство с именем Никита, владел поместьями в Тамбовской губернии в 1649 году.
Определениями общего собрания Правительствующего сената, 7 декабря 1907 года и 31 октября 1908 года, род Бегильдеевых, по ходатайству прапраправнука Никиты, генерал-майора Константина Сергеевича Бегильдеева, был утверждён в древнем дворянстве, со внесением в VI часть дворянской родословной книги Тамбовской губернии Российской империи и с правом пользоваться княжеским титулом.

## Описание герба
Щит поделён на четыре части с малым щитком в середине. В первой и четвёртой лазуревых частях согнутая рука в золотых латах держит серебряный с золотой рукояткой изогнутый меч. Во второй и третьей золотых частях на серебряном холме чёрный сокол с золотыми клювом и лапами. В малом червлёном щитке золотая тамга.
Щит увенчан дворянским коронованным шлемом. Нашлемник: три страусовых пера: среднее золотое, правое червлёное, левое лазуревое. Намёт: справа червлёный с золотом, слева лазуревый с золотом. Щитодержатели: два вооруженных воина в кольчугах — справа славянский витязь, слева татарский ратник. Девиз: «СТОЙКОСТЬ И ВЕРНОСТЬ» золотыми буквами на червлёной ленте. Герб украшен княжеской мантией с княжеской короной. Герб записан в Часть XIX Общего гербовника дворянских родов Всероссийской империи, страница 13.